# カルロ・ネルヴォ
カルロ・ネルヴォ（Carlo Nervo, 1971年10月29日 - ）は、イタリア・ヴィチェンツァ出身の元サッカー選手、ポジションは右サイドハーフ。カルロ・ネルボと表記されることもある。

## 経歴
1994-95シーズンから2004-05シーズンまでと、カタンザーロへのレンタル移籍を挟んで2006-07シーズンまでボローニャで中心選手そしてクラブを象徴する選手としてプレー、通算417試合に出場した。
イタリア代表として6つのキャップがあり、2004年のユーロの直前まで代表入りしていたが、大会メンバーには選出されなかった。

## タイトル
ボローニャ
- セリエC : 1994-95
- セリエB : 1995-96
- UEFAインタートトカップ : 1998